# NGC 1181
NGC 1181 је спирална галаксија у сазвежђу Еридан која се налази на NGC листи објеката дубоког неба.
Деклинација објекта је - 15° 3' 10" а ректасцензија 3h 1m 42,8s. Привидна величина (магнитуда) објекта NGC 1181 износи 15,4 а фотографска магнитуда 16,2.